# Когда ты откроешь глаза

Обложка сингла «Где ты»

Обложка сингла «Если я умру»

«Когда ты откроешь глаза» (первоначально анонсированный под рабочим названием «Мы познакомились на моей свадьбе»)— второй студийный альбом российской поп-рок-группы «Три дня дождя». Выпущен 4 июня 2021 года на независимом лейбле через Believe Digital, В 2022 году получил продолжение – «Байполар».

## Описание
Трек-лист альбома состоит из 11 песен общей длительностью 33 минуты. В релизе приняли участие как основные исполнители Мукка (музыкант), Шена, Masha Hima и Лали. Песни «Если я умру», «Где ты» и «Вода», вошедшие в трек-лист пластинки, были ранее выпущены как синглы — 15 января, 9 марта и 28 мая 2021 года соответственно. Основной автор альбома — Глеб Викторов.

## Отзывы

### Алексей Мажаев (InterMedia)
Рецензент издания InterMedia Алексей Мажаев начинает повествование с акцента на жанре «русский рок», выбранном для альбома в сервисе «Яндекс.Музыка». По его мнению, жанр кардинально изменился по сравнению с тем, чем он являлся раньше. В его новых релизах нет той атмосферы, которой он был наполнен до этого: мечты о попадании на фестиваль «Нашествие»; «усталая мудрость лысеющих рокеров»; «банальные вымученные тексты о рок-н-ролльной дружбе» — всего этого нет в его новых пластинках. Мажаев резюмирует свою мысль тем, что русский рок постарел вместе со своими прошлыми представителями и превратился в ностальгическое развлечение для рождённых после распада СССР.
С другой стороны, Мажаев отмечает драйвовость релиза, которая даёт выброс адреналина и дарит многозначные эмоции. Однако, по его мнению, это может не дать любителям «традиционного» рока сосредоточиться на текстах и альбом может показаться им не слишком содержательным. Но рецензент уверяет, что данное ощущение может оказаться ошибочным и при внимательном прослушивании многие отметят их потенциал мелодистов.
Рецензент выделил композицию «Театр теней», в которой, как он считает, демонстрируется умение сочетать драйвовость с лирикой и красивым мотивом, а также песню-кавер на одноимённый трек группы Инфинити «Где ты», которую Алексей назвал потенциальным хитом группы, однако она до этого уже стала известна в оригинале. Во всяком случае, кавер был назван им «очень достойным, мрачным и надрывным», но пожаловался на то, что собственные песни солиста группы Глеба Викторова всё ещё не доходят до уровня мейнстримовых хит-парадов.

### Собственное мнение исполнителя
На интервью 2x2.медиа солист группы Три дня дождя Глеб Викторов сказал о своем альбоме:
Глеб Викторов: Ты даже не представляешь — это возрождение жанра. Это не то, что новый звук. Это переработка старого, я постмодернист, я переработал всё, что было и сделал лучшее. Песни — просто пипец. Там нет ничего подросткового, никаких наркотиков, даже мата. Лучшее, что случалось в моей жизни, — наверно, это новый альбом. И его легендарность заключается в том, что никто так больше не пишет. Никто. Всё, что самое х***** могло случиться в моей жизни, случилось за этот год, пока я писал альбом. В нём всё это передаётся.

## Список композиций
| №                   | Название                      | Автор(ы) | Длительность |
| ------------------- | ----------------------------- | --- | ------------ |
| 1.                  | «Когда ты откроешь глаза»     | Баслин Даниил Владиславович Баслин Тихон Владиславович Викторов Глеб Остапович Ермаков Кирилл Андреевич                                          | 2:52         |
| 2.                  | «Перезаряжай»                 | Баслин Тихон Владиславович Викторов Глеб Остапович Ермаков Кирилл Андреевич Регинская Алёна Евгеньевна                                           | 3:10         |
| 3.                  | «Вода» (совм. с Муккой)       | Викторов Глеб Остапович Ермаков Кирилл Андреевич Сидорин Серафим Владимирович Шабанов Сергей Юрьевич                                             | 3:13         |
| 4.                  | «Всё из-за тебя»              | Баслин Даниил Владиславович Викторов Глеб Остапович                                                                                              | 2:50         |
| 5.                  | «Отражения» (совм. с Шеной)   | Викторов Глеб Остапович Шульгина Шена Александровна                                                                                              | 3:03         |
| 6.                  | «В кого ты влюблена»          | Баслин Даниил Владиславович Баслин Тихон Владиславович Викторов Глеб Остапович                                                                   | 3:02         |
| 7.                  | «Стекло» (совм. с Masha Hima) | Баслин Даниил Владиславович Викторов Глеб Остапович Колесникова Мария Тарасовна Шабанов Сергей Юрьевич                                           | 2:53         |
| 8.                  | «Театр теней»                 | Баслин Даниил Владиславович Викторов Глеб Остапович Ермаков Кирилл Андреевич                                                                     | 2:46         |
| 9.                  | «Космос» (совм. с Лали)       | Боброва Мария Андреевна Викторов Глеб Остапович Ермаков Кирилл Андреевич                                                                         | 3:31         |
| 10.                 | «Где ты»                      | Баслин Даниил Владиславович Бондаренко Т.А. Викторов Глеб Остапович Ермаков Кирилл Андреевич Кустовская Дарья Андреевна Кутузов А.И. Мурзин Д.В. | 2:22         |
| 11.                 | «Если я умру»                 | Викторов Глеб Остапович | 3:11         |
| Общая длительность: | Общая длительность:           | Общая длительность: | 32:54        |

## Участники записи
По информации из ВКонтакте.
- Музыка: Глеб Викторов, Даниил Баслин, Кирилл Гуд, Тихон Баслин, Александр Крейза, Сергей Slem.
- Текст: Глеб Викторов, Даша Кастовская, Кирилл Мисан, Сергей Slem, Алёна Регинская, Кирилл Гуд.
- Звук: Кирилл Гуд, Даниил Баслин, Сергей Slem.
- Гости: Masha Hima, Мукка, Шена, Лали.
- Обложка: Остап Глебов.

## Чарты
Наивысшая позиция в российском чарте альбомов Apple Music за 7 июня 2021 года — 13 место.

## Списки в конце месяца
| Критик/публикация | Список                                                     | Номинация                 | Позиция | Источник |
| ----------------- | ---------------------------------------------------------- | ------------------------- | ------- | -------- |
| Genius            | «Самые популярные песни, альбомы и синглы, июнь 2021 года» | «Когда ты откроешь глаза» | 4       | [ 12 ]   |